# Liste der Bodendenkmäler in Neu-Ulm
Auf dieser Seite sind die Bodendenkmäler in der schwäbischen Großen Kreisstadt Neu-Ulm zusammengestellt. Diese Tabelle ist eine Teilliste der Liste der Bodendenkmäler in Bayern. Grundlage ist die Bayerische Denkmalliste, die auf Basis des Bayerischen Denkmalschutzgesetzes vom 1. Oktober 1973 erstmals erstellt wurde und seither durch das Bayerische Landesamt für Denkmalpflege geführt wird. Die folgenden Angaben ersetzen nicht die rechtsverbindliche Auskunft der Denkmalschutzbehörde.

## Bodendenkmäler der Gemeinde Neu-Ulm

### Bodendenkmäler in der Gemarkung Burlafingen
| Lage                   | Objekt | Akten-Nr.     | Bild |
| ---------------------- | --- | ------------- | ---- |
| Burlafingen (Standort) | Kleinkastell der frühen römischen Kaiserzeit.                                                                                         | D-7-7526-0026 |      |
| Burlafingen (Standort) | Körpergräber vor- und frühgeschichtlicher Zeitstellung; Siedlung des Neolithikums, der römischen Kaiserzeit und des Frühmittelalters. | D-7-7526-0027 |      |
| Burlafingen (Standort) | Mittelalterliche und frühneuzeitliche Befunde im Bereich der Evang. Pfarrkirche St. Jakobus in Burlafingen und ihrer Vorgängerbauten. | D-7-7526-0035 |      |

### Bodendenkmäler in der Gemarkung Finningen
| Lage                 | Objekt | Akten-Nr.     | Bild |
| -------------------- | --- | ------------- | ---- |
| Finningen (Standort) | Burgus der späten römischen Kaiserzeit sowie mittelalterliche und frühneuzeitliche Befunde im Bereich der Katholischen Pfarrkirche St. Mammas in Finningen. | D-7-7626-0021 |      |
| Finningen (Standort) | Straße der römischen Kaiserzeit. | D-7-7626-0023 |      |
| Finningen (Standort) | Siedlung der Hallstattzeit, der römischen Kaiserzeit und des frühen Mittelalters.                                                                           | D-7-7626-0024 |      |
| Finningen (Standort) | Siedlung der römischen Kaiserzeit. | D-7-7626-0025 |      |
| Finningen (Standort) | Siedlung des Altneolithikums. | D-7-7626-0160 |      |

### Bodendenkmäler in der Gemarkung Gerlenhofen
| Lage                   | Objekt | Akten-Nr.     | Bild |
| ---------------------- | --- | ------------- | ---- |
| Gerlenhofen (Standort) | Grabhügel und rechteckiges Grabenwerk vor- und frühgeschichtlicher Zeitstellung.                                    | D-7-7626-0061 |      |
| Gerlenhofen (Standort) | Siedlung vor- und frühgeschichtlicher Zeitstellung.                                                                 | D-7-7626-0065 |      |
| Gerlenhofen (Standort) | Gräber vor- und frühgeschichtlicher Zeitstellung.                                                                   | D-7-7626-0066 |      |
| Gerlenhofen (Standort) | Kreisgraben mit Hügel vor- und frühgeschichtlicher Zeitstellung.                                                    | D-7-7626-0069 |      |
| Gerlenhofen (Standort) | Siedlung vor- und frühgeschichtlicher Zeitstellung.                                                                 | D-7-7626-0205 |      |
| Gerlenhofen (Standort) | Mittelalterliche und frühneuzeitliche Befunde im Bereich der Katholischen Filialkirche St. Wolfgang in Gerlenhofen. | D-7-7626-0261 |      |

### Bodendenkmäler in der Gemarkung Hausen/NU
| Lage                 | Objekt                                                                                                 | Akten-Nr.     | Bild |
| -------------------- | --- | ------------- | ---- |
| Hausen/NU (Standort) | Siedlung der römischen Kaiserzeit, Knüppelholzweg vor- und frühgeschichtlicher Zeitstellung.           | D-7-7626-0073 |      |
| Hausen/NU (Standort) | Freilandstation des Mesolithikums und Siedlung der Hallstattzeit.                                      | D-7-7626-0149 |      |
| Hausen/NU (Standort) | Mittelalterliche und frühneuzeitliche Befunde im Bereich der Evang. Filialkirche St. Ulrich in Hausen. | D-7-7626-0263 |      |
| Hausen/NU (Standort) | Frühneuzeitliche Befunde im Bereich des Schlosses von Hausen.                                          | D-7-7626-0305 |      |
| Hausen/NU (Standort) | Frühneuzeitliche Befunde im Bereich des Schlosses von Jedelhausen.                                     | D-7-7626-0307 |      |

### Bodendenkmäler in der Gemarkung Holzschwang
| Lage                   | Objekt | Akten-Nr.     | Bild |
| ---------------------- | --- | ------------- | ---- |
| Holzschwang (Standort) | Siedlung des Neolithikums und der Bronzezeit.                                                                               | D-7-7626-0226 |      |
| Holzschwang (Standort) | Freilandstation des Mesolithikums und Siedlung des Mittelneolithikums.                                                      | D-7-7626-0236 |      |
| Holzschwang (Standort) | Freilandstation des Mesolithikums und Siedlung des Jungneolithikums.                                                        | D-7-7626-0237 |      |
| Holzschwang (Standort) | Mittelalterliche und frühneuzeitliche Befunde im Bereich der Evangelisch-Lutherischen Pfarrkirche St. Georg in Holzschwang. | D-7-7626-0267 |      |
| Holzschwang (Standort) | Mittelalterliche und frühneuzeitliche Befunde im Bereich des Schlosses Neubronn.                                            | D-7-7626-0268 |      |
| Holzschwang (Standort) | Mittelalterliche und frühneuzeitliche Befunde im Bereich des Schlosses von Tiefenbach.                                      | D-7-7626-0269 |      |
| Holzschwang (Standort) | Siedlung des Neolithikums und der Bronzezeit oder Urnenfelderzeit.                                                          | D-7-7626-0279 |      |
| Holzschwang (Standort) | Frühneuzeitliche Befunde im Bereich des Schlosses in Holzschwang.                                                           | D-7-7626-0304 |      |

### Bodendenkmäler in der Gemarkung Kadeltshofen
| Lage                    | Objekt                                                             | Akten-Nr.     | Bild |
| ----------------------- | ------------------------------------------------------------------ | ------------- | ---- |
| Kadeltshofen (Standort) | Freilandstation des Mesolithikums und Grabhügel der Hallstattzeit. | D-7-7626-0032 |      |

### Bodendenkmäler in der Gemarkung Neu-Ulm
| Lage               | Objekt                                                                                                   | Akten-Nr.     | Bild |
| ------------------ | --- | ------------- | ---- |
| Neu-Ulm (Standort) | Brandgräber der Urnenfelderzeit.                                                                         | D-7-7526-0067 |      |
| Neu-Ulm (Standort) | Gräber vor- und frühgeschichtlicher Zeitstellung.                                                        | D-7-7526-0080 |      |
| Neu-Ulm (Standort) | Mittelalterliche und frühneuzeitliche Befunde im Bereich des ehemaligen Schlössle in Offenhausen.        | D-7-7526-0129 |      |
| Neu-Ulm (Standort) | Siedlung vor- und frühgeschichtlicher Zeitstellung.                                                      | D-7-7625-0001 |      |
| Neu-Ulm (Standort) | Frühneuzeitliche Befunde im Bereich der Brückenbastion der Stadt Ulm bzw. der Inselbefestigung Neu-Ulm.  | D-7-7625-0003 |      |
| Neu-Ulm (Standort) | Siedlung vor- und frühgeschichtlicher Zeitstellung.                                                      | D-7-7626-0004 |      |
| Neu-Ulm (Standort) | Grabhügel der Hallstattzeit, Siedlung vor- und frühgeschichtlicher Zeitstellung.                         | D-7-7626-0006 |      |
| Neu-Ulm (Standort) | Siedlung vor- und frühgeschichtlicher Zeitstellung.                                                      | D-7-7626-0008 |      |
| Neu-Ulm (Standort) | Wüstung des Mittelalters und der frühen Neuzeit.                                                         | D-7-7626-0011 |      |
| Neu-Ulm (Standort) | Siedlung und Straße der römischen Kaiserzeit.                                                            | D-7-7626-0012 |      |
| Neu-Ulm (Standort) | Grabhügel vorgeschichtlicher Zeitstellung.                                                               | D-7-7626-0052 |      |
| Neu-Ulm (Standort) | Siedlung vor- und frühgeschichtlicher Zeitstellung.                                                      | D-7-7626-0166 |      |
| Neu-Ulm (Standort) | Siedlung vor- und frühgeschichtlicher Zeitstellung.                                                      | D-7-7626-0167 |      |
| Neu-Ulm (Standort) | Grabenwerk vor- und frühgeschichtlicher Zeitstellung.                                                    | D-7-7626-0194 |      |
| Neu-Ulm (Standort) | Mittelalterliche und frühneuzeitliche Befunde im Bereich von Gurrenhof mit ehemals umlaufendem Ringwall. | D-7-7626-0265 |      |
| Neu-Ulm (Standort) | Neu-Ulmer Stadtumwallung der Bundesfestung Ulm.                                                          | D-7-7626-0299 |      |

### Bodendenkmäler in der Gemarkung Pfuhl
| Lage             | Objekt | Akten-Nr.     | Bild |
| ---------------- | --- | ------------- | ---- |
| Pfuhl (Standort) | Siedlung der römischen Kaiserzeit.                                                                                             | D-7-7526-0036 |      |
| Pfuhl (Standort) | Körpergräber des Frühmittelalters.                                                                                             | D-7-7526-0039 |      |
| Pfuhl (Standort) | Mittelalterliche und frühneuzeitliche Befunde im Bereich der Evang. Pfarrkirche St. Ulrich in Pfuhl und ihrer Vorgängerbauten. | D-7-7526-0082 |      |
| Pfuhl (Standort) | Gewässerfunde vor- und frühgeschichtlicher Zeitstellung.                                                                       | D-7-7526-0110 |      |
| Pfuhl (Standort) | Gräber der Hallstattzeit. | D-7-7526-0111 |      |

### Bodendenkmäler in der Gemarkung Reutti
| Lage              | Objekt | Akten-Nr.     | Bild |
| ----------------- | --- | ------------- | ---- |
| Reutti (Standort) | Grabhügel der Hallstattzeit.                                                                                    | D-7-7626-0054 |      |
| Reutti (Standort) | Grabhügel der Hallstattzeit.                                                                                    | D-7-7626-0055 |      |
| Reutti (Standort) | Freilandstation des Spätpaläolithikums, Siedlung des Neolithikums, der Hallstatt- und der römischen Kaiserzeit. | D-7-7626-0058 |      |
| Reutti (Standort) | Grabhügel vorgeschichtlicher Zeitstellung.                                                                      | D-7-7626-0136 |      |
| Reutti (Standort) | Siedlung des Altneolithikums (Linearbandkeramik).                                                               | D-7-7626-0229 |      |
| Reutti (Standort) | Burgstall des Mittelalters, mittelalterliche und frühneuzeitliche Befunde im Bereich des Schlosses in Reutti.   | D-7-7626-0271 |      |
| Reutti (Standort) | Mittelalterliche und frühneuzeitliche Befunde im Bereich der Evang.-luth. Pfarrkirche St. Margareta in Reutti.  | D-7-7626-0272 |      |

### Bodendenkmäler in der Gemarkung Steinheim
| Lage                 | Objekt | Akten-Nr.     | Bild |
| -------------------- | --- | ------------- | ---- |
| Steinheim (Standort) | Siedlung vor- und frühgeschichtlicher Zeitstellung.                                                                                        | D-7-7526-0072 |      |
| Steinheim (Standort) | Siedlung, Gräber und Kreisgraben vor- und frühgeschichtlicher Zeitstellung.                                                                | D-7-7526-0099 |      |
| Steinheim (Standort) | Grabhügel vorgeschichtlicher Zeitstellung.                                                                                                 | D-7-7526-0101 |      |
| Steinheim (Standort) | Siedlung des Neolithikums, der Urnenfelderzeit und der römischen Kaiserzeit.                                                               | D-7-7526-0108 |      |
| Steinheim (Standort) | Frühneuzeitliche Befunde im Bereich des ehemaligen Patrizierschlosses in Steinheim.                                                        | D-7-7526-0127 |      |
| Steinheim (Standort) | Frühneuzeitliche Befunde im Bereich des ehemaligen Patrizierschlösschens in Steinheim.                                                     | D-7-7526-0128 |      |
| Steinheim (Standort) | Mittelalterliche und frühneuzeitliche Befunde im Bereich der Evang.-luth. Pfarrkirche St. Nikolaus in Steinheim und ihrer Vorgängerbauten. | D-7-7626-0275 |      |
| Steinheim (Standort) | Körpergräber mittelalterlicher Zeitstellung.                                                                                               | D-7-7626-0308 |      |